# منتخب بولندا تحت 17 سنة لكرة القدم للسيدات
منتخب بولندا تحت 17 سنة للسيدات لكرة القدم (بالبولندية: Reprezentacja Polski U-17 w piłce nożnej kobiet)‏ هو ممثل بولندا الرسمي في المنافسات الدولية في كرة القدم في فئة كرة قدم تحت 17 سنة للسيدات، يديريه اتحاد بولندا لكرة القدم.